# Talayot
Talayot ou talaiot é uma construção turriforme das Ilhas Gimnésias (Maiorca e Minorca). Por ser o monumento pré-histórico mais abundante das duas ilhas, deu nome a uma das etapas mais estudadas da pré-história balear: a Cultura talayótica.

## Características

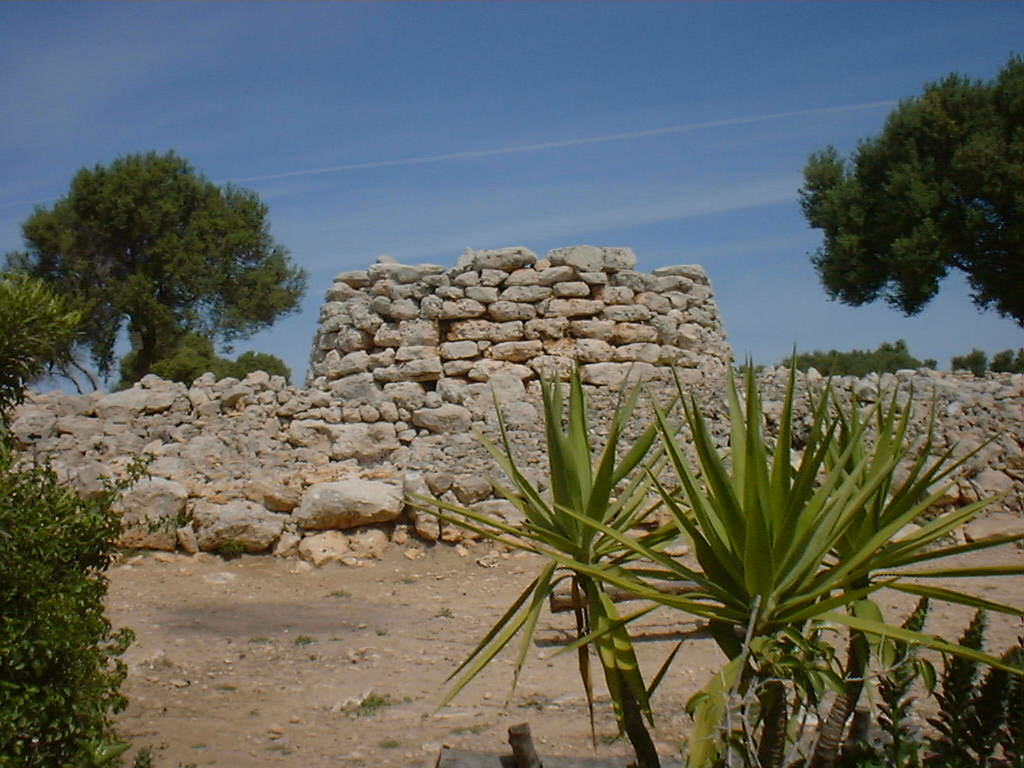
Talayot circular de Maiorca

Sua técnica construtiva, à base de grandes pedras encaixadas "a seco", sem cimento nem argamassa, se denomina na atualidade de "técnica ciclópica", em alusão às construções micênicas da Grécia Antiga. Este termo deve distinguir-se do termo megalítico, que alude às obras das diversas culturas construtoras de dólmens. O nome talayot provém de atalaia pois, tanto por sua forma como por sua localização, tais monumentos parecem torres de vigia ou de defesa.

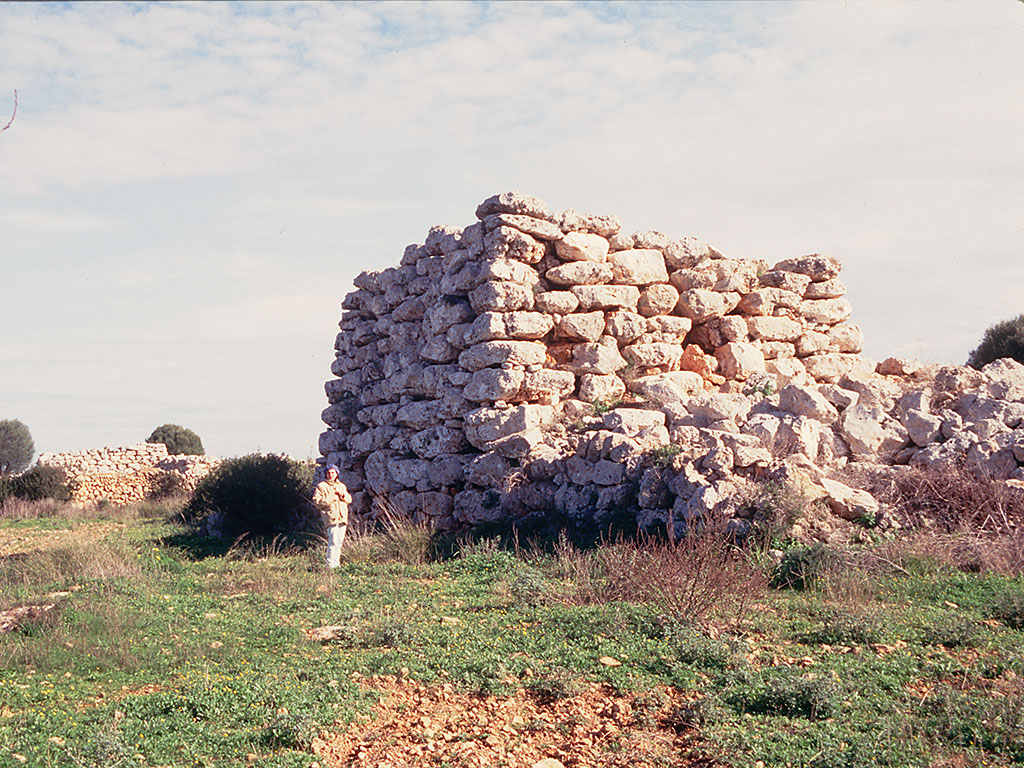
Talayot quadrado de Maiorca

Em Maiorca grande parte dos talayots pertencem a dois tipos claramente distintos: os talayots circulares e os quadrados. Os primeiros são mais abundantes, são de planta circular, suas medidas oscilam entre 8 e 17 metros de diâmetro, e normalmente encontram-se voltados a guardar outros monumentos. O talayots quadrados são de planta mais ou menos quadradas, quase sempre com duas de suas paredes orientadas aos solstícios ou aos seus equivalentes lunares, e cujas medidas são mais reduzidas, entre os dez  e onze metros de lado.
A localização espacial também os diferencia: enquanto os talaiots circulares podem encontrar-se em povoados, isolados ou em centros cerimoniais, os quadrados se encontram quase sempre integrados em centros cerimoniais. Tanto um como outro têm apenas uma entrada, um corredor que atravessa os grossos muros, e uma câmara interior provida de uma coluna central.

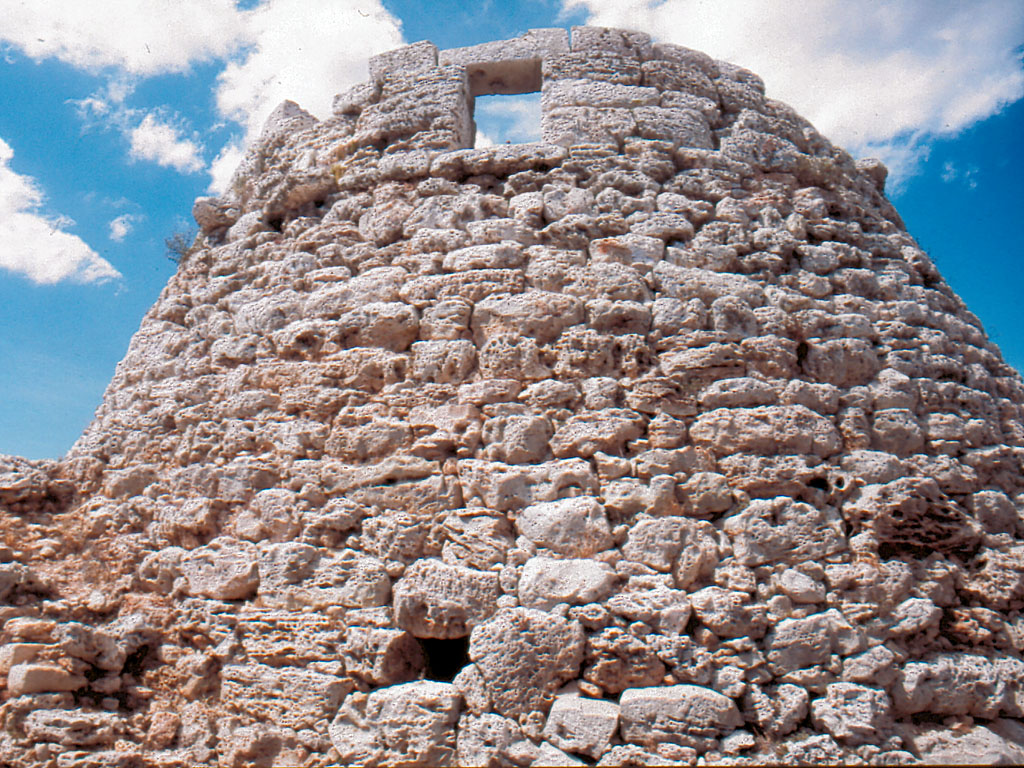
Talayot de Torellonet Vell, Minorca

Em Minorca, em lugar de haver um padrão que defina a forma e o tamanho desses turriformes são encontrados circulares ou ovalados, e inclusive há alguns com formatos mais ou menos retangulares ou absidais. Existem muito maiores que em Maiorca, chegando até a 30 metros de diâmetro. Uns são troncônicos; outros em degraus (escalonados), ou rodeados por uma rampa em espiral. Uns são maciços, com apenas uns estreitos corredores em seu interior; outros possuem amplas câmaras que os assemelham ao da ilha vizinha. É possível que a cronologia dos talaiots minorquinos, especialmente dos maciços, corresponda ao período proto-talayótico, assemelhando-se aos túmulos de Maiorca. Em contrapartida, os talayots com câmeras são contemporâneos aos de Maiorca, construídos no primeiro quarto do ano mil a.C.